# Козловка (Питерский район)
Козловка — село в Питерском районе Саратовской области, в составе сельского поселения Новотульское муниципальное образование.
Село расположено в северной части района на правом берегу реки Малый Узень. До районного центра (Питерка) — 30 км, до железнодорожной станции Питерка — 40 км.
В селе школа, дом культуры, отделение связи.
Вблизи села пруд Таловский.

## История
Основано село в 1853 году.
Казённое село Козловка упоминается в Списке населенных мест Российской империи по сведениям 1859 года. Село находилось у почтового тракта из Новоузенска в Саратов, на расстоянии 65 вёрст от уездного города. В 1859 году в селе проживало свыше 1 тысячи жителей, имелась православная церковь. Село относилось к Новоузенскому уезду Самарской губернии. 
Каменная церковь Николая Чудотворца построена в 1902 по 1904 годы, архитектором Хилинским Тадеушем Севериновичем (утрачена). 
Согласно Списку населённых мест Самарской губернии 1910 года село относилось к Козловской волости, здесь проживало 1069 мужчин и 1063 женщины, село населяли бывшие государственные крестьяне, преимущественно русские и малороссы, православные, в селе имелись волостное правление, земская школа, церковь, 5 ветряных мельниц.
В 1919 году в составе Новоузенского уезда село включено в состав Саратовской губернии.

## Население
Динамика численности населения по годам:
| Годы      | 1859 | 1889 | 1897 | 1910 | 2002 |
| --------- | ---- | ---- | ---- | ---- | ---- |
| Население | 1090 | 1321 | 1797 | 2132 | 683  |

| 2002 | 2010 |
| ---- | ---- |
| 682  | ↘604 |